# Fernando Prestes de Albuquerque

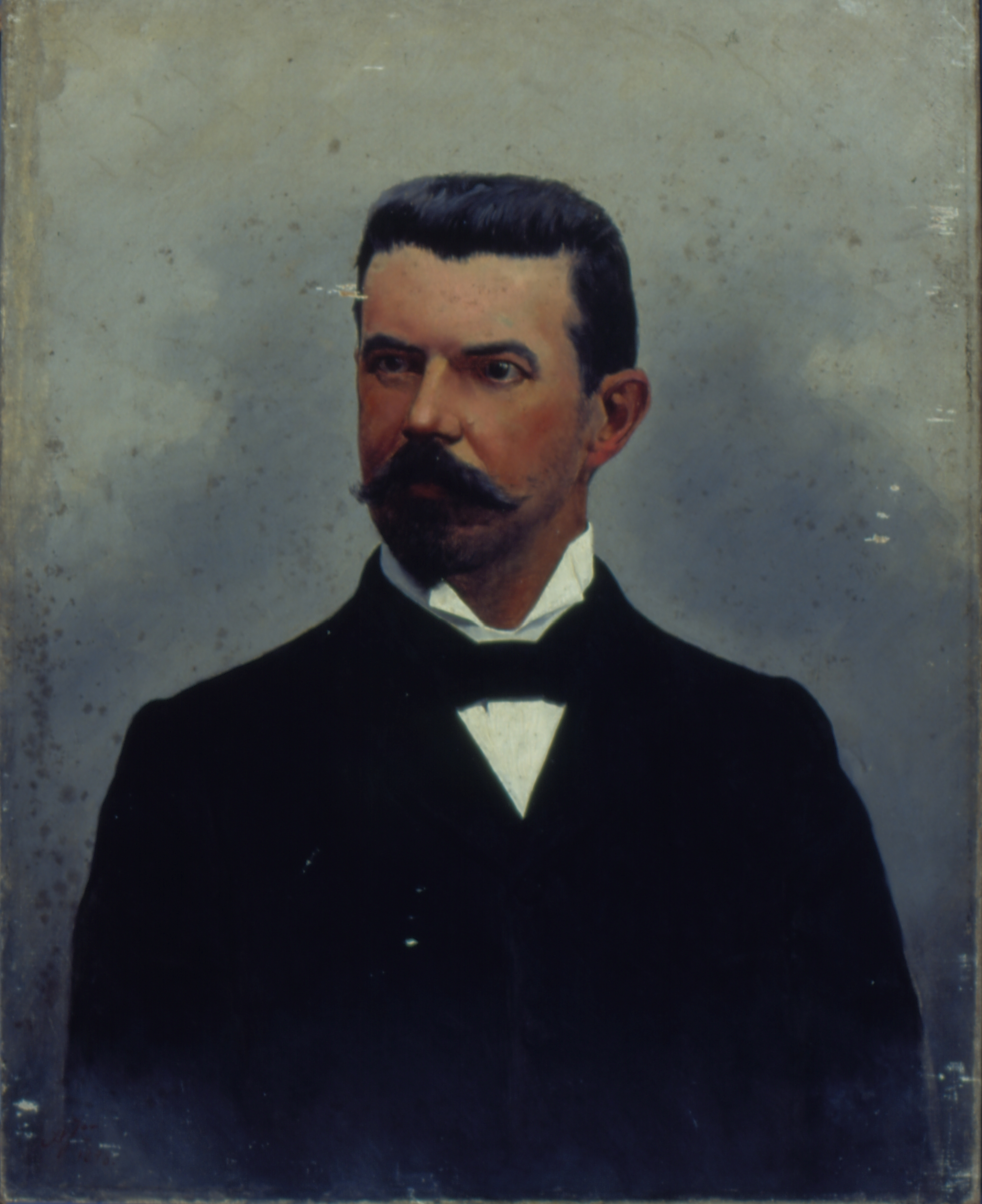
Em pintura de Almeida Júnior.

Fernando Prestes de Albuquerque (Angatuba, 26 de junho de 1855 — São Paulo, 25 de outubro de 1937) foi um agricultor, advogado e político brasileiro. Eleito o quarto presidente do estado de São Paulo, governou de 1898 até 1900. Filho do coronel Manuel Prestes de Albuquerque e de Inácia Bernardo Vieira Prestes, foi casado com Olimpia Santana e teve nove filhos, sendo um deles Júlio Prestes de Albuquerque, o último presidente da República eleito do período político brasileiro intitulado como República Velha.

## Vida pessoal
Começou seus estudos na cidade de Itapetininga, no colégio do padre Francisco de Assunção Albuquerque. Posteriormente foi para Sorocaba, tendo estudado no colégio coordenado por Francisco de Paula Xavier de Toledo. Concluiu seus estudos na cidade de São Paulo, mais precisamente no colégio dirigido pelo professor Isidoro José Pereira. Ao findar os estudos, voltou para sua cidade natal com a intenção de exercer primeiramente a atividade de agricultor rural, só depois se debruçando sobre as atividades de advogado provisionado.
Fernando Prestes carrega em sua biografia a marca de ter sido sempre um republicano convicto, dedicando-se a causa em sua cidade, Angatuba, então distrito de Itapetininga. Na época, podemos considerar como um importante centro difusor e de propaganda das ideias republicanas defendidas por ele o Clube de Itapetininga, o qual era presidido por Venâncio Aires. Quando ocorreu, em 1889, a proclamação da república, derrubando o então imperador Pedro II, Fernando Prestes de Albuquerque já era um dos principais líderes republicanos da região.
Em novembro de 1891, ao ocorrer o golpe orquestrado pelo então presidente Marechal Deodoro que, a partir de dois decretos finalizou o processo. O primeiro dos dois declarava dissolvido o Congresso Nacional. Já o segundo, imporia estado sítio no Brasil. Diante destes decretos, qualquer cidadão brasileiro poderia ser preso sem o direito a habeas corpus ou o direito de se defender previamente. O processo passou para história como Golpe de Três de Novembro e é considerado por historiadores como uma das principais fagulhas da Revolução Federalista.
É notório que durante todo o processo ocorrido em Novembro de 1891, Fernando Carlos Prestes se mostrou contra. Pronunciando-se na época contra as medidas tomadas e decretadas de forma arbitrária. Por isso, se aliou com seus adversários em outros estados para pressionar a renúncia do presidente Marechal Deodoro da Fonseca e a consequente posse de Floriano Peixoto. Este período histórico ficou cunhado como a "República da Espada", já que o caráter autoritário e militar dos governantes em quase todos os âmbitos políticos era uma das principais características do período.

## Trajetória Política
Em 1892 novas eleições estaduais foram convocadas, já que um ato de Cerqueira César havia dissolvido o Congresso Legislativo de São Paulo. Assim, Fernando Prestes de Albuquerque teve o seu nome indicado pelo Partido Republicano Paulista (PRP) para concorrer naquelas eleições ao cargo de Deputado Estadual. Em março daquele ano, conseguiu se eleger, assumindo uma cadeira na Câmara dos Deputados de São Paulo, atual Assembleia Legislativa. Seu mandato perdurou de 1892 até 1894, neste período Fernando Prestes ainda foi eleito por seu grupo político vice-presidente da Câmara paulistana.
No ano de 1896, conseguiu se eleger Deputado Federal pelo estado de São Paulo. No entanto, acabou renunciando sua cadeira em novembro de 1898 para completar o mandato deixado por Manuel Ferraz de Campos Salles, o qual na ocasião havia sido eleito Presidente da República. Neste cenário, deixou também de ser membro da direção do PRP. Assumiu o cargo de quarto presidente de São Paulo em 1898, exercendo-o até maio de 1900, quando transferiu seu mandato para Francisco de Paula Rodrigues Alves.
Ao deixar o governo do estado de São Paulo, conseguiu em 1901 se reeleger Deputado Federal para cadeira que havia sido deixada vaga pela renúncia de Firmiano de Morais Pinto. Já em 1903, conseguiu se reeleger e seu mandato ficou estendido até o ano de 1905. Neste mandato, alcançou forte influência e liderança sobre a bancada do Partido Republicano Paulista, fazendo com que também tivesse liderança e influência sobre o governo, pois o seu partido era, até então, um dos maiores do país. De 1903 a 1906, voltou a exercer papel de comando dentro do próprio PRP, sendo membro da comissão diretora.
Ao fim de seu mandato e de volta a São Paulo, tendo em vista que estava exercendo na então capital do Brasil, o Rio de Janeiro, o papel de Deputado Federal, conseguiu se eleger o senador estadual  para a vaga do falecido Francisco de Assis Peixoto Gomide. Ficou no cargo até 1907 quando, meses antes, já teria conseguido se reeleger novamente para desempenhar a mesma função na vida pública brasileira. Fernando Prestes de Albuquerque foi indicado por uma convenção do PRP para ser candidato a vice presidente de São Paulo, na chapa encabeçada por Manuel Joaquim de Albuquerque Lins. Os dois conseguiram se eleger, exercendo o governo do estado no quadriênio correspondente de 1908 até 1912. Ao conseguir a vice presidência, Fernando Prestes renunciou a cadeira de senador que tinha conquistado nas eleições de 1907.
Albuquerque Lins se afastou do cargo no governo do estado de São Paulo para concorrer a vice presidente da República na chapa de Rui Barbosa, Fernando Prestes assumiu a sua vaga até o ano de 1910 e acabou posteriormente se retirando para cumprir funções em sua propriedade rural, próximo à Itapetininga. A campanha formada por Rui Barbosa e Albuquerque Lins ficou conhecida, na época, como a "Campanha Civilista" por combater as ideias propostas pelos governos militares até então vigentes.
Indicado pelo PRP em mais uma ocasião, conseguiu se eleger mais uma vez senador estadual por São Paulo. Assumiu, assim, a vaga deixada por Uladislau Herculano de Freitas que havia sido nomeado pelo presidente eleito Hermes da Fonseca, esse que venceu o pleito eleitoral contra Rui Barbosa, para Ministro da Justiça. Então, Fernando Prestes foi empossado em 1913. Em 1916, conseguiu ter o seu mandato restaurado, no entanto, devido ao falecimento do então vice-presidente de São Paulo, Virgílio de Carvalho Pinto, teve seu nome indicado para assumir a vaga deixada devido o falecimento. Foi eleito, então, para compor governo ao lado do presidente de São Paulo Washington Luís Pereira de Sousa.
Analisando as conjunturas e os quadros políticos para o próximo quadriênio governamental em São Paulo, o PRP indicou Fernando Prestes de Albuquerque para vice-presidente do estado. Fazendo com que o político compusesse chapa com Carlos de Campos. Após dois meses de posse dessa chapa que havia vencido o pleito eleitoral, tanto Carlos de Campos, quanto Fernando Prestes foram surpreendidos com o movimento revolucionário de 5 de junho de 1924, mais conhecido como Revolta Paulista de 1924. Os revoltosos que eram liderados pelos General Isidoro Dias Lopes criticavam o governo federal por uma concentração política entra as oligarquias rurais de São Paulo e Minas Gerais, jogo político cunhado também como "Política Café com Leite". Ainda por cima, cobrava também do governo federal uma maior transparência nos processos eleitorais. Essa revolta ficou também famosa por ser o maior confronto bélico da capital paulistana.
Fernando Prestes de Albuquerque chegou a ser convidado pelos revoltosos para liderar a própria revolução, no entanto, o então vice-presidente de São Paulo teria dito: "Só aceitaria o governo das mãos do Dr. Carlos de Campos, livre, espontaneamente, legalmente!". Após o governo federal, chefiado por Arthur Bernardes, ter enviado tropas do Rio de Janeiro para controlar a revolta com bombardeios, os revoltosos declinaram deixando a capital paulista e rumando para o interior do estado. Em 1927, Carlos de Campos teve um derrame cerebral e acabou falecendo. A sucessão lógica e prevista no corpo da lei deveria ser feita por Fernando Prestes. No entanto, o mesmo alegou problemas de saúde, continuando em seu cargo de vice-presidente. Dessa maneira, quem assumiu o comando do governo de São Paulo foi o presidente do senado estadual, Antônio Dino da Costa Bueno.

## Trajetória Militar
Durante a chamada Revolta da Armada, ocorrida em 1893, Fernando Prestes de Albuquerque se manteve alinhado com as forças governamentais da época, chegando, inclusive, a se alistar. Desta maneira, ficou responsável por exercer a defesa da região sul do estado de São Paulo, mais precisamente, comandou as praças de Itapetininga e Itararé. Por ficar ao lado da legalidade, tendo em vista que uma parcela significativa dos revoltosos da Marinha eram ainda monarquistas, Marechal Floriano Peixoto concedeu-lhe através de um decreto as honras de Coronel do exército brasileiro. Na época, Fernando Prestes já havia recebido a mesma patente, mas da instituição em que pertencia, a Guarda Nacional.

## Transição do poder familiar
Com o maior conflito bélico da capital de São Paulo ocorrendo em Junho de 1924, sendo também a segunda grande revolta Tenentista, Fernando Prestes de Albuquerque na época vice-presidente do estado teve em dois momentos a possibilidade de assumir o governo, como já fizera em 1898 até 1900. A primeira situação aconteceu quando os revoltosos tenentistas ofereceram para o político paulista a possibilidade de liderar o conflito e dessa maneira se tornar um dos pontos influentes desta revolução proposta. No entanto, Fernando Prestes teria dito na ocasião que só assumiria o governo se este fosse passado democraticamente pelo então governador, Carlos de Campos. A segunda oportunidade ocorreu três anos mais tarde. Em 22 de abril de 1927, o então presidente de São Paulo, Carlos de Campos, sofreu um acidente cardio vascular, vindo a falecer. Assim, o sucessor direto para o governo estadual era Fernando Prestes, mas o vice-presidente declinou alegando problemas de saúde e renunciado ao seu cargo.
Estes dois declínios para assumir o estado mais importante e influente do Brasil estão associados ao fato de a cúpula do Partido Republicano Paulista (PRP), em confluência política com o próprio Fernando Prestes, já tinham considerado que o próximo presidente de São Paulo seria Júlio Prestes, um dos nove filhos do então vice-presidente do estado. Na época de sucessão do falecido Carlos de Campos, Júlio Prestes já era deputado federal.
O plano foi, em partes, como imaginado por Fernando Prestes e pela cúpula do PRP, já que no pleito eleitoral de 1927 Júlio Prestes conseguiu se eleger para comandar o governo do estado de São Paulo. Anos depois, mais precisamente em março de 1930 foram realizadas eleições presidenciais e Júlio Prestes conseguiu alcançar, vencendo a chapa composta pelo gaúcho Getúlio Vargas e o paraibano João Pessoa, o mais alto posto da política brasileira. Foi eleito naquele ano presidente da república.
No entanto, o que não se imaginava era que as forças políticas coniventes com a então República Velha já não estavam mais interessadas em manter as coisas como estavam. O assassinato de João Pessoa, mesmo que o motivo tenha sido passional, deu motivos para oposição se levantar de vez e por fim ao regime oligárquico estabelecido na época. No dia 24 de outubro, Getúlio Vargas teve êxito ao impedir a posse do presidente eleito Júlio Prestes em conjunto com uma junta militar. No mês de novembro, o mesmo Getúlio Vargas tomaria posse do governo provisório num processo histórico que ficou conhecido como "Revolução de 1930". Com o sucesso da revolução protagonizada por Getúlio Vargas,Washington Luís, presidente que passaria o posto para Júlio Prestes,  foi exilado na Europa. Júlio Prestes também acabou sendo com o exilado na Europa.

## Legados políticos
Fernando Prestes de Albuquerque criou, em 1899, por recomendação do sanitarista Emílio Ribas um laboratório de soro antipestoso devido ao surto de peste bubônica que se deflagrou no estado de São Paulo a partir da cidade de Santos. O laboratório foi devidamente instalado na fazenda Butantan e foi reconhecido como um instituto autônomo no ano de 1901. Foi denominado, na época, como Instituto Serumtherápico, sendo o primeiro diretor o médico Vital Brazil Mineiro da Campanha. Hoje, com mais de cem anos de história, o Instituto se caracteriza por ser referência internacional no âmbito das pesquisas voltadas à Biomedicina, fazendo com que as buscas científicas estejam sempre em confluência com o mundo tecnológico.
Seu mandato como quarto presidente de São Paulo, ficou conhecido pelo enfrentamento de surtos da peste bubônica na capital paulistana. Além disso, combateu surtos de febre amarela nas regiões de Sorocaba e Santos. Assim, ficou conhecido pela politicamente por ter sido um bom gestor na área da saúde e ainda com as finanças do estado, cortando gastos públicos em razão do decréscimo na arrecadação de impostos e das crises que acometiam o Brasil devido as seguidas quedas do preço do café no mercado internacional.

## Últimos anos
Com o sucesso da revolução protagonizada por Getúlio Vargas em 1930, Júlio Prestes e Washington Luís foram exilados na Europa. Fernando Prestes foi cuidar de atividades privadas, sendo nos momentos finais de sua vida diretor do Banco Noroeste do Estado de São Paulo. Chegou também a ser uma das maiores influências na diretoria da Companhia Mogiana das Estradas de Ferro. Fernando Prestes de Albuquerque faleceu no dia 25 de outubro de 1937.

## Homenagens
Fernando Prestes de Albuquerque foi homenageado dando o seu nome ao município de Fernando Prestes, no interior do estado São Paulo;
A praça Coronel Fernando Prestes, no bairro do Bom Retiro, em São Paulo, capital;
Uma escola técnica na cidade de Sorocaba, interior do estado de São Paulo, carrega o seu nome;
A praça Coronel Fernando Prestes, em Sorocaba, no interior do estado de São Paulo;
Na avenida Peixoto Gomide, localizada na cidade de Itapetininga, uma escola estadual carrega o nome de Fernando Prestes;
Nos municípios de Cajamar e Itapetininga existem ruas que levam o nome de Fernando Prestes.